# István Kozma
István Kozma ['iʃtvaːn ˈkozmɒ] (* 27. November 1939 in Budapest; † 9. April 1970 ebenda) war ein ungarischer Ringer.

## Werdegang

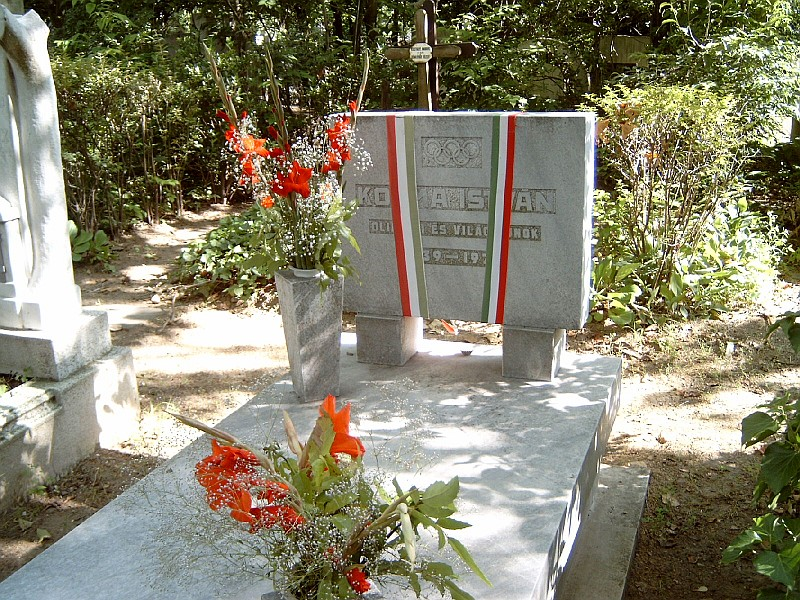
Das Grab von István Kozma auf dem Budapester Friedhof Új köztemető

Kozma begann früh mit dem Ringen und kam mit 17 Jahren zu Vasas Budapest und zum Trainer Lajos Keresztes, einem früheren Olympiasieger im Ringen. Kozma entwickelte sich zu einem Hünen von über 2,00 m Größe und ca. 145 kg Körpergewicht. Trotzdem blieb er für einen Schwergewichtler schnell und wendig. Einer seiner großen Vorteile waren seine langen Arme, mit denen er seine Gegner leichter fassen konnte als Ringer mit kürzeren Armen. Bei den Olympischen Spielen 1960 in Rom hatte er seinen internationalen Einstand. Von 1961 bis 1968 reihte sich dann Erfolg an Erfolg. Er rang auch mehrmals gegen den deutschen Ringerkönig Wilfried Dietrich. Zu Beginn seiner Karriere unterlag er diesem noch, da ihm Dietrich an Erfahrung voraus war. Aber schon nach relativ kurzer Zeit konnte Dietrich Kozma nicht mehr besiegen. So erging es aber nicht nur Dietrich, auch alle anderen Superschwergewichtler von Weltgeltung hatten kaum mehr eine Chance gegen Kozma. Am besten hielt sich noch der sowjetische Sportler Anatoli Roschtschin gegen ihn, konnte aber auch nicht verhindern, dass István Kozma 1964 und 1968 Olympiasieger wurde. Die anderen sowjetischen Ringer Nikolai Schmakow und Iwan Bohdan wurden von Kozma besiegt. Eine überraschende Niederlage musste Kozma bei den Europameisterschaften 1968 gegen den Tschechen Petr Kment einstecken und wurde deshalb hinter diesem Vizeeuropameister. Nach den Olympischen Spielen 1968 hatte er mit einer Trainerausbildung begonnen, weshalb er ab 1969 keine internationalen Wettkämpfe bestritt. Die Gesamtheit seiner großen Turniere mit den Kämpfen, die er dabei bestritt, sind in dem Abschnitt „Internationale Erfolge“ nachzulesen.
Am 9. April 1970 verstarb er an den Folgen eines Verkehrsunfalls in Budapest. István Kozma war in den 1960er Jahren der beste Schwergewichtsringer der Welt im griechisch-römischen Stil. Bei 12 schweren Turnieren (Olympische Spiele, WM, EM) verlor er nur drei Kämpfe und gewann deren 43. Von den vier Gegnern, die ihm die Sowjetunion in diesen Jahren entgegenstellte (Bohdan, Roschtschin, Schmakow und Kotschnew) gelang es lediglich Schmakow, Kozma einmal zu besiegen. Für seine Verdienste um den Ringersport wurde er im September 2007 in die FILA International Wrestling Hall of Fame aufgenommen.

## Internationale Erfolge
(alle Wettbewerbe im griechisch-römischen Stil, OS = Olympische Spiele, WM = Weltmeisterschaft, EM = Europameisterschaft, S = Schwergewicht, damals über 87 kg bzw. 97 kg Körpergewicht)
| Jahr | Platz | Wettbewerb                                   | Gewichtsklasse | |
| 1959 | 2.    | Intern. Turnier in Split                     | Schwer         | hinter Wilfried Dietrich, Deutschland, vor Bastimur, Türkei und Bertil Antonsson, Schweden                                                       |
| 1960 | 4.    | OS in Rom                                    | Schwer         | mit Siegen über Dale Lewis, USA, Adelmo Bulgarelli, Italien, Lucjan Sosnowski, Polen und einer Niederlage gegen Radoslaw Kasabow, Bulgarien      |
| 1961 | 1.    | Intern. Turnier in Riedenburg/Österreich     | Schwer         | vor Eugen Wiesberger, Österreich und Bugarcic, Jugoslawien                                                                                       |
| 1961 | 3.    | WM in Yokohama                               | Schwer         | mit Sieg über Tsuneharu Sugiyama, Japan und unentschieden gegen Ragnar Svensson, Schweden, Hamit Kaplan, Türkei und Iwan Bohdan, UdSSR           |
| 1962 | 1.    | „Wladyslaw-Pytlasinski“-Memorial in Warschau | Schwer         | vor Ragnar Svensson, Schweden |
| 1962 | 2.    | Intern. Turnier in Belgrad                   | Schwer         | hinter Wilfried Dietrich, vor Parfenow, UdSSR |
| 1962 | 1.    | WM in Toledo/USA                             | Schwer         | mit Siegen über Svensson, Francisc Balla, Rumänien, Wilfried Dietrich, Deutschland und unentschieden gegen Anatoli Roschtschin, UdSSR und Kaplan |
| 1963 | 5.    | WM in Helsingborg                            | Schwer         | mit Siegen über Bohumil Kubát, Tschechoslowakei, James Raschke, USA und unentschieden gegen Dietrich und Roschtschin                             |
| 1964 | Gold  | OS in Tokio                                  | Schwer         | mit Siegen über Petr Kment, Tschechoslowakei, Kaplan, Tsuneharu Sugiyama, Dietrich und einem Unentschieden gegen Roschtschin                     |
| 1965 | 2.    | „Dan-Kolew“-Turnier in Chaskowo              | Schwer         | hinter Anatoli Kotschnew, UdSSR u. vor Bohumil Kubát, CSSR                                                                                       |
| 1965 | 2.    | WM in Tampere                                | Schwer         | mit Siegen über Miodrag Čitaković, Jugoslawien, Svensson, Bekir Aksu, Türkei und Kment und einer Niederlage gegen Nikolai Schmakow, UdSSR        |
| 1966 | 2.    | EM in Essen                                  | Schwer         | mit Siegen über Roland Bock, Deutschland, Edward Wojda, Polen, Kment und einem Unentschieden gegen Roschtschin                                   |
| 1966 | 1.    | WM in Toledo/USA                             | Schwer         | mit Siegen über Kment, Aksu, Ryszard Długosz, Polen, Nikolai Schmakow und Svensson                                                               |
| 1967 | 6.    | „Iwan-Poddubny“-Memorial in Moskau           | Schwer         | Sieger: Anatoli Koschnew vor Wladimir Susietsch, beide Russland und Radoslaw Kasabow, Bulgarien                                                  |
| 1967 | 1.    | EM in Minsk                                  | Schwer         | mit Siegen über Kment, Gıyasettin Yılmaz, Türkei, Osmo Hekkala, Finnland, Nikolai Schmakow und Wilfried Dietrich                                 |
| 1967 | 1.    | WM in Bukarest                               | Schwer         | mit Siegen über Yılmaz, Karl Bachmann, Schweiz, Kmentt und unentschieden gegen Stefan Petrow, Bulgarien und Roschtschin                          |
| 1967 | 2.    | Vorolympische Spiele in Mexiko-Stadt         | Schwer         | hinter Anatoli Kotschnew, vor Petrow, Bulgarien                                                                                                  |
| 1968 | 2.    | EM in Västerås                               | Schwer         | mit Siegen über Svensson, Anatoli Kotschnew, UdSSR, Bruno Jutzeler, Schweiz, Raymond Uytterhaeghe, Belgien und einer Niederlage gegen Kment      |
| 1968 | Gold  | OS in Mexiko-Stadt                           | Schwer         | mit Siegen über Petrow, Uytterhaeghe, Yorihide Isogai, Japan, Constantin Bușoiu, Rumänien, Kment und Roschtschin                                 |

## Nationale Erfolge
István Kozma errang von 1959 bis 1969 insgesamt 15 ungarische Meistertitel, zehn im griechisch-römischen Stil, fünf im freien Stil, den er international nicht rang.